# Coupe du Maroc de handball
Pour les articles homonymes, voir Trône (homonymie).
 (mars 2024).
Si vous disposez d'ouvrages ou d'articles de référence ou si vous connaissez des sites web de qualité traitant du thème abordé ici, merci de compléter l'article en donnant les références utiles à sa vérifiabilité et en les liant à la section « Notes et références ».
La Coupe du Trône de handball est une compétition à élimination directe créée en 1965 et opposant annuellement les clubs masculins de handball du Maroc.

## Palmarès
- 1965 : Fath US
- 1966 : Wydad AC
- 1967 : Wydad AC (2)
- 1968 : Fath US (2)
- 1969 : Wydad AC (3)
- 1970 : Wydad AC (4)
- 1971 : Wydad AC (5)
- 1972 : Wydad AC (6)
- 1973 : Wydad AC (7)
- 1974 : Wydad AC (8)
- 1975 : Wydad AC (9)
- 1976 : Wydad AC (10)
- 1977 : Wydad AC (11)
- 1978 : Wydad AC (12)
- 1979 : Wydad AC (13)
- 1980 : Maghreb de Fès
- 1981 : Mouloudia d'Oujda
- 1982 : PTT Marrakech
- 1983 : CODM de Meknès
- 1984 : Rabita de Casablanca
- 1985 : Rabita de Casablanca
- 1986 : PTT Marrakech
- 1987 : Rabita de Casablanca
- 1988 : Rabita de Casablanca
- 1989 : CODM de Meknès
- 1990 : Kawkab de Marrakech
- 1991 : Kawkab de Marrakech
- 1992 : Kawkab de Marrakech
- 1993 : Kawkab de Marrakech
- 1994 : Kawkab de Marrakech
- 1995 : CODM de Meknès
- 1996 : CODM de Meknès
- 1997 : AS FAR
- 1998 : CODM de Meknès
- 1999 : Rabita de Casablanca
- 2000 : CODM de Meknès
- 2001 : Rabita de Casablanca
- 2002 : CODM de Meknès
- 2003 : Rabita de Casablanca
- 2004 : Rabita de Casablanca
- 2005 : Rabita de Casablanca
- 2006 : Rabita de Casablanca
- 2007 : CODM de Meknès
- 2008 : Rabita de Casablanca
- 2009 : CODM de Meknès
- 2010 : Rabita de Casablanca
- 2011 : Renaissance de Berkane
- 2012 : Mouloudia de Marrakech
- 2013 : Mouloudia de Marrakech
- 2014 : Renaissance de Berkane
- 2015 : Widad Smara
- 2016 : Widad Smara
- 2017 : Widad Smara
- 2018 : Raja d'Agadir
- 2019 : Widad Smara
- 2020 : Raja d'Agadir (2)
- 2021 : Fath US (3)
- 2022 : Raja d'Agadir (3)
- 2023 : Raja d'Agadir (4)
- 2024 : AS FAR (2)

## Bilan
| Club                | Titres | Saisons                                                                      |
| ------------------- | ------ | ---------------------------------------------------------------------------- |
| Wydad AC Casablanca | 13     | 1966, 1967, 1969, 1970, 1971, 1972, 1973, 1974, 1975, 1976, 1977, 1978, 1979 |
| Rabita SC           | 12     | 1984, 1985, 1987, 1988, 1999, 2001, 2003, 2004, 2005, 2006, 2008, 2010       |
| COD Meknès          | 9      | 1983, 1989, 1995, 1996, 1998, 2000, 2002, 2007, 2009                         |
| KAC Marrakech       | 5      | 1990, 1991, 1992, 1993, 1994                                                 |
| Raja d'Agadir       | 4      | 2018, 2020, 2022, 2023                                                       |
| Widad Smara         | 4      | 2015, 2016, 2017, 2019                                                       |
| Fath US             | 3      | 1965, 1968, 2021                                                             |
| FAR de Rabat        | 2      | 1997, 2024                                                                   |
| RS Berkane          | 2      | 2011, 2014                                                                   |
| MC Marrakech        | 2      | 2012, 2013                                                                   |
| PTT Marrakech       | 2      | 1982, 1986                                                                   |
| Mouloudia d'Oujda   | 1      | 1981                                                                         |
| MAS Fès             | 1      | 1980                                                                         |